# 地上局

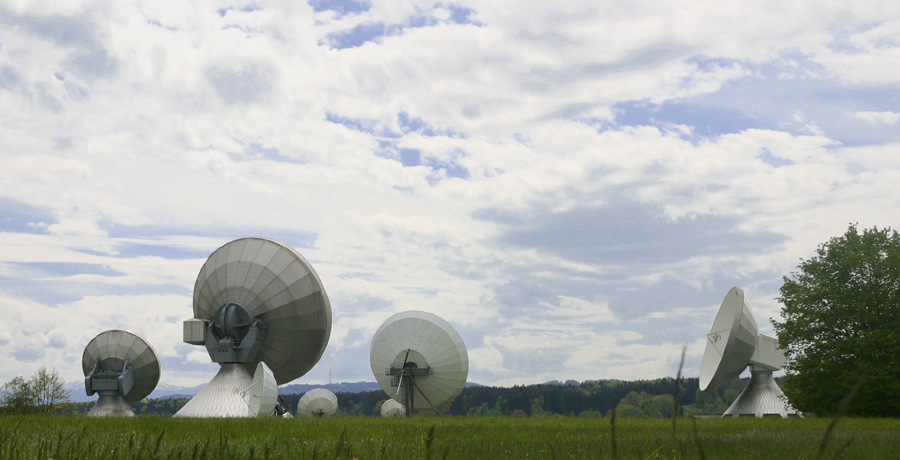
ライスティンク衛星地上局はドイツ最大の衛星通信施設である。

地上局（ちじょうきょく）は宇宙にある探査機などとの通信のために設計された地上の無線局である。宇宙通信所や衛星通信施設、追跡所などとも呼ばれる。宇宙機との通信のみでなく電波源から電波を受信するなども行う例もある。地上局は宇宙と交信を行う地上設備であり、地球の地表上の大気圏内に設置されている。地上に設置されている無線局をすべて地上局に含める場合もあり、この場合基地局と似た意味で使われる。
地上局は宇宙機とセンチメートル波やミリ波の帯域の電波による送受信で交信する。地上局から宇宙機への電波の送信経路は「アップリンク」、衛星から地上局への送信経路は「ダウンリンク」と呼ばれる。
地上局は固定設備と可動の物があり、無線通信規則第1.3条ではさまざまな種類の固定、可動型の地上局とその相関が示されている。
衛星通信に特化した衛星通信施設は主に通信衛星などの衛星との通信に使われる。その他の地上局は宇宙ステーションや宇宙探査機など多くの宇宙機械との交信を行う。地上局は第一に遠隔測定情報を受信し、あるいは静止軌道に存在しない衛星を追跡する。静止衛星でない衛星を追跡する施設は追跡所、トラッキング設備（tracking station）などと呼ばれる。
地上局の視野内にある衛星は、地上局にとって「可視」である。1基の衛星に対して1ヶ所以上の地上局が通信することが可能である。地上局が衛星と同期しており、障害のない状態で、衛星と相互に通信ができる場合、「相互可視」といわれる。

## 通信ポート

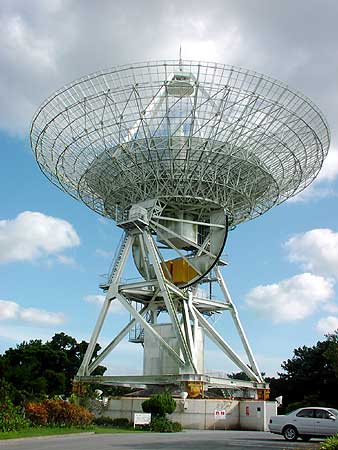
沖縄宇宙通信所のパラボラアンテナ

通信ポートは多様なパラボラアンテナを持つ衛星通信局で、衛星や軌道上ネットワークとの接続ハブとして地上の通信ネットワークと連動して働く。
通信ポートは他の通信機器との間で、衛星とのアップリンクを利用したコンピューター・プログラムのアップロードやコマンドの送付など、様々なブロードキャストサービスを提供する。

## 地上ターミナルコンプレックス
アメリカ合衆国の一般施設局が決めたアメリカ合衆国規格1037Cは、地上ターミナルコンプレックスを通信ネットワークの中で機器の集合と地上局の統合が必要な施設と定義している。同規格は米国電気通信産業連盟（ATIS）によって維持されているATISテレコム用語集を包含している。また、アメリカ電気通信工業会(TIA)もこの定義を認めている。

## 衛星通信の規格
衛星通信との交信に関しては、国際電気通信連合無線通信部門（ITU-R）が多国間の議論を通して合意された国際規格を成文化している。
ITU-Rに定義された規格に加えて、それぞれの主な衛星運用者は地上局が運用している衛星と通信するために最も整合する規格と技術的用件を与えている。例えば、インテルサットはインテルサット地上局規格を公表しており、これはその他のものと一緒に各地上局のパラボラアンテナや能力によって地上局を分類しており、特定のアンテナ形式を事前承認している。
ユーテルサットも類似した規格と用件を公表しており、これはユーテルサット地上局規格と呼ばれる。

## 註

### 補記
^現在ITU-Rに管理されている規格と会則は、1927年から1932年の間は国際無線電信諮問機関に管理されていた。

### 参照
1. ↑  “Earth station”, Federal Standard 1037C, General Services Administration, (1996) 2009年4月23日閲覧。
2. ↑   ITU Radio Regulations – Article 1, Definitions of Radio Services, International Telecommunication Union,  オリジナルの2009年4月30日時点におけるアーカイブ。 2009年4月23日閲覧。
3. ↑  Underkoffler, C.; Webster, A.; Colombo, A., eds. (2007), “View”, ATIS Telecom Glossary, Alliance for Telecommunications Industry Solutions 2009年4月22日閲覧。
4. ↑  “teleport”, Webster's New World Telecom Dictionary, (2009) 2009年4月24日閲覧。
5. ↑  “アーカイブされたコピー”. 2009年3月5日時点のオリジナルよりアーカイブ。2009年4月25日閲覧。
6. ↑  “アーカイブされたコピー”. 2011年7月16日時点のオリジナルよりアーカイブ。2009年4月25日閲覧。
7. ↑  “Earth terminal complex”, Federal Standard 1037C, General Services Administration, (1996) 2009年4月22日閲覧。
8. ↑  Underkoffler, C.; Webster, A.; Colombo, A., eds. (2007), “Earth terminal complex”, ATIS Telecom Glossary, Alliance for Telecommunications Industry Solutions 2009年4月22日閲覧。
9. ↑   (PDF) Intelsat Earth Station Standards (IESS) – Document IESS–207 (Rev. 4), Eutelsat Communications, (2005-05-10) 2009年4月22日閲覧。
10. ↑   Earth Station Minimum Technical and Operational Requirements (Standard M, EESS 502 Issue 11 Rev 1), Eutelsat Communications 2009年4月22日閲覧。
11. ↑   Eutelsat Approved Equipment, Eutelsat Communications 2009年4月22日閲覧。